# Wyżnie Młynarzowe Siodło
Wyżnie Młynarzowe Siodło (słow. Sedlo Veľkej mlynárovej kopy, ok. 1840 m) – przełączka w masywie Młynarza w słowackich Tatrach Wysokich. Znajduje się w północno-wschodniej grani Młynarki, pomiędzy Młynarką a Wyżnią Młynarzową Kopą (ok. 1860 m). Przełęcz jest szeroka i trawiasta. Na południowy wschód, do Białowodzkiego Żlebu opada z niej 100-metrowej wysokości ściana, w górnej części trawiasta i krucha, w dolnej skalista. Na południowy zachód, do Młynarzowego Kotła z przełęczy opada łagodny i trawiasty stok.
Autorem nazwy przełączki jest Władysław Cywiński. Podaje on: Przez siodło prowadzi najłatwiejsza – i praktycznie jedyna – droga zejściowa z Wyżniej Młynarzowej Kopy. Na Wyżnie Młynarzowe Siodło możliwe jest wyjście z Doliny Ciężkiej przez południowo-wschodnią grzędę Młynarza i Młynarzowy Kocioł (0, 45 min), lub z Białowodzkiego Żlebu przez Białowodzki Kociołek (III, 30 min).